# Deiaena
Deiaena (en georgià დიაოხი) i més tard a les fonts d'Urartu Diaueḫe era una confederació de tribus i regnes dels georgians formada cap al segle xii aC, i que s'estenia des d'Erzerum al sud fins a Djavakhètia al nord i el mar Negre al nord-oest.
L'any 1112 aC, el rei d'Assíria Tiglat Falasar I es vanta d'haver derrotat el rei de Deiaena anomenat Ciene i 60 prínceps veïns. Després la força de l'estat assiri decau i sorgeix un altre poder: el regne d'Urartu. El rei Menoi (Menua I) diu haver combatut al país de Diaochi, i el seu rei, Utufurse, li va fer submissió, però més tard es va revoltar i l'hereu de Menoi, Argisti I (786-764 aC), va fer una nova campanya i va ocupar el sud del país. Diaochi va pagar tribut. La guerra va continuar i Diaochi va perdre força amb el temps, i alhora una altra confederació tribal georgiana, els Kholka, abans sotmesos a Diaochi, es van declarar independents. Al segle viii aC Diaochi va ésser destruït pels atacs simultanis dels kholka al nord i d'Urartu al sud, que es van repartir els seus territoris.